# 莫季基
51°15′33″N 29°14′21″E / 51.25917°N 29.23917°E
莫季基（烏克蘭語：Мотійки），是烏克蘭北部的村莊，隸屬日托米爾州的科羅斯滕區。該村面積1.19平方公里，海拔高度125米，2001年人口324，人口密度每平方公里273.19人。